# Laboratório de Métodos Computacionais em Engenharia da Universidade Federal do Rio de Janeiro
O Laboratório de Métodos Computacionais em Engenharia - LAMCE é um laboratório vinculado ao Programa de Engenharia Civil do Instituto Alberto Luiz Coimbra de Pós-Graduação e Pesquisa em Engenharia (COPPE) da  foi criado em 1987, da Universidade Federal do Rio de Janeiro. Localiza-se no Centro de Tecnologia, no Campus Universitário da Ilha do Fundão na cidade do Rio de Janeiro. Sua missão é a pesquisa, a formulação, o desenvolvimento e a inovação em métodos computacionais aliados a recursos de visualização científica e computação de alto desempenho em engenharia e geociências. Suas atividades têm caráter multidisciplinar e interdisciplinar.  

## Núcleos de Pesquisa
O Laboratório divide suas atividades de pesquisa em diversos grupos de pesquisa orientados à aplicação de métodos computacionais nas seguintes áreas:
- Mecânica Computacional;
- Núcleo de Modelagem Ambiental;
- Modelagem Geofísica;
- Modelagem de Bacias e Sistemas Petrolíferos;
- Sensoriamento remoto aplicado à indústria de petróleo e gás;
- Visualização científica.

## Infraestrutura
Para apoiar as atividades de pesquisa, o Laboratório conta com um Núcleo de Tecnologia da Informação e Comunicação com técnicos altamente especializados.
O Laboratório possui um amplo acervo técnico, sala multimídia e laboratório para área de realidade virtual.

## Principais Financiadores
Seus principais financiadores são:
- ANP (Agência Nacional do Petróleo);
- CAPES (Coordenação de Aperfeiçoamento de Pessoal de Nível Superior)
- CNPq (Conselho Nacional de Pesquisas);
- FINEP (Financiadora de Estudos e Projetos); e
- FAPERJ (Fundação Carlos Chagas Filho de Amparo à Pesquisa do Estado do Rio de Janeiro).